# Sheila Jasanoff
Sheila Jasanoff est une sociologue américaine. Elle est professeure de Science and Technology Studies (STS) à la Harvard University's John F. Kennedy School of Government, chaire Pforzheimer.
Elle a déjà enseigné dans plusieurs établissements universitaires de renommée tels Cornell, Yale, Oxford et Kyoto. Ses recherches portent sur le rôle des sciences et des technologies par rapport à la loi, à la politique et aux enjeux publics dans les démocraties modernes dans le cadre de la mondialisation. Ses contributions s'inscrivent dans les domaines des STS, de la sociologie des sciences (Science Studies) et de la sociologie de la connaissance scientifique.
Parmi ses engagements professionnels, Sheila Jasanoff a été membre du comité directeur de l'American Association for the Advancement of Science et présidente de la Society for Social Studies of Science (4S).

## Distinctions
- 2018 : doctorat honoris causa de l'université de Liège[2].

## Publications
- The fifth branch : science advisers as policymakers, Cambridge, Mass ; London : Harvard University Press, 1990.
- avec Gerald E. Markle, James C. Petersen et Trevor Pinch (éd.), Handbook of science and technology studies, Thousand Oaks ; London : Sage, 1995 ; édition revue et augmentée, Thousand Oaks, Calif ; London : SAGE, 2002.
- (éd.), Learning from disaster : risk management after Bhopal, Philadelphia : University of Pennsylvania Press, 1994.
- Science at the bar : law, science, and technology in America, Cambridge, Mass ; London : Harvard University Press, 1995.
- avec Marybeth Long Martello (éd.), Comparative science and technology policy, Cheltenham : Elgar, 1997.
- (éd.), Earthly politics : local and global in environmental governance, Cambridge, Mass. ; London : MIT Press, 2004.
- (éd.), States of knowledge : the co-production of science and the social order, London : Routledge, 2004.
- Designs on nature : science and democracy in Europe and the United States, Princeton, N.J. ; Oxford : Princeton University Press, 2005.

### Publications disponibles en français
- Le droit et la science en action, textes de Sheila Jasanoff traduits de l'anglais (États-Unis) et présentés par Olivier Leclerc, Paris, Dalloz-Sirey, 2013.